# Portia quei
Portia quei là một loài nhện trong họ Salticidae.
Loài này thuộc chi Portia. Portia quei được Marek Żabka miêu tả năm 1985.